# ATP de Gstaad
O ATP de Gstaad – ou EFG Swiss Open Gstaad, atualmente  – é um torneio de tênis profissional masculino, de nível ATP 250.
Realizado em Gstaad, no sudoeste da Suíça, estreou em 1915. A primeira edição ocorreu em quadras próximas do Gstaad Palace. Mais tarde, mudo-se para a localização atual, no centro da vila. Os jogos são disputados em quadras de saibro durante o mês de julho.

## Finais

### Simples
| Ano                                                         | Campeão              | Vice-campeão           | Resultado               |
| ----------------------------------------------------------- | -------------------- | ---------------------- | ----------------------- |
| 2025                                                        | Alexander Bublik     | Juan Manuel Cerúndolo  | 6–4, 4-6, 6-3           |
| 2024                                                        | Matteo Berrettini    | Quentin Halys          | 6–3, 6–1                |
| 2023                                                        | Pedro Cachin         | Albert Ramos-Viñolas   | 3–6, 6–0, 7–5           |
| 2022                                                        | Casper Ruud          | Matteo Berrettini      | 4–6, 7–64, 6–2          |
| 2021                                                        | Casper Ruud          | Hugo Gaston            | 6–3, 6–2                |
| Torneio não realizado em 2020 devido à pandemia de COVID-19 |                      |                        |                         |
| 2019                                                        | Albert Ramos Viñolas | Cedrik-Marcel Stebe    | 6–3, 6–2                |
| 2018                                                        | Matteo Berrettini    | Roberto Bautista Agut  | 7–69, 6–4               |
| 2017                                                        | Fabio Fognini        | Yannick Hanfmann       | 6–4, 7–5                |
| 2016                                                        | Feliciano López      | Robin Haase            | 6–4, 7–5                |
| 2015                                                        | Dominic Thiem        | David Goffin           | 7–5, 6–2                |
| 2014                                                        | Pablo Andújar        | Juan Monaco            | 6–3 7–5                 |
| 2013                                                        | Mikhail Youzhny      | Robin Haase            | 6–3 6–4                 |
| 2012                                                        | Thomaz Bellucci      | Janko Tipsarević       | 6–76, 6–4, 6–2          |
| 2011                                                        | Marcel Granollers    | Fernando Verdasco      | 6–4, 3–6, 6–3           |
| 2010                                                        | Nicolás Almagro      | Richard Gasquet        | 7–5, 6–1                |
| 2009                                                        | Thomaz Bellucci      | Andreas Beck           | 6–4, 7–62               |
| 2008                                                        | Victor Hănescu       | Igor Andreev           | 6–3, 6–4                |
| 2007                                                        | Paul-Henri Mathieu   | Andreas Seppi          | 16–7, 6–3, 7–5          |
| 2006                                                        | Richard Gasquet      | Feliciano López        | 7–64, 36–7, 6–3, 6–3    |
| 2005                                                        | Gastón Gaudio        | Stanislas Wawrinka     | 6–4, 6–4                |
| 2004                                                        | Roger Federer        | Igor Andreev           | 6–2, 6–3, 5–7, 6–3      |
| 2003                                                        | Jiří Novák           | Roger Federer          | 5–7, 6–3, 6–3, 1–6, 6–3 |
| 2002                                                        | Àlex Corretja        | Gastón Gaudio          | 6–3, 7–63, 7–63         |
| 2001                                                        | Jiří Novák           | Juan Carlos Ferrero    | 6–1, 56–7, 7–5          |
| 2000                                                        | Àlex Corretja        | Mariano Puerta         | 6–1, 6–3                |
| 1999                                                        | Albert Costa         | Nicolás Lapentti       | 7–64, 6–3, 6–4          |
| 1998                                                        | Àlex Corretja        | Boris Becker           | 7–65, 7–5, 6–3          |
| 1997                                                        | Félix Mantilla       | Joan Albert Viloca     | 6–1, 6–4, 6–4           |
| 1996                                                        | Albert Costa         | Félix Mantilla         | 4–6, 7–62, 6–1, 6–0     |
| 1995                                                        | Yevgeny Kafelnikov   | Jakob Hlasek           | 6–3, 6–4, 3–6, 6–3      |
| 1994                                                        | Sergi Bruguera       | Guy Forget             | 3–6, 7–5, 6–2, 6–1      |
| 1993                                                        | Sergi Bruguera       | Karel Nováček          | 6–3, 6–4                |
| 1992                                                        | Sergi Bruguera       | Francisco Clavet       | 6–1, 6–4                |
| 1991                                                        | Emilio Sánchez       | Sergi Bruguera         | 6–1, 6–4, 6–4           |
| 1990                                                        | Martín Jaite         | Sergi Bruguera         | 6–3, 6–7, 6–2, 6–2      |
| 1989                                                        | Carl-Uwe Steeb       | Magnus Gustafsson      | 6–7, 3–6, 6–2, 6–4, 6–2 |
| 1988                                                        | Darren Cahill        | Jakob Hlasek           | 6–3, 6–4, 7–6           |
| 1987                                                        | Emilio Sánchez       | Ronald Agenor          | 6–2, 6–3, 7–6           |
| 1986                                                        | Stefan Edberg        | Roland Stadler         | 7–5, 4–6, 6–1, 4–6, 6–2 |
| 1985                                                        | Joakim Nyström       | Andreas Maurer         | 6–4, 1–6, 7–5, 6–3      |
| 1984                                                        | Joakim Nyström       | Brian Teacher          | 6–4, 6–2                |
| 1983                                                        | Sandy Mayer          | Tomáš Šmíd             | 6–0, 6–3, 6–2           |
| 1982                                                        | José Luis Clerc      | Guillermo Vilas        | 6–1, 6–3, 6–2           |
| 1981                                                        | Wojtek Fibak         | Yannick Noah           | 6–1, 7–6                |
| 1980                                                        | Heinz Günthardt      | Kim Warwick            | 4–6, 6–4, 7–6           |
| 1979                                                        | Ulrich Pinner        | Peter McNamara         | 6–2, 6–4, 7–5           |
| 1978                                                        | Guillermo Vilas      | José Luis Clerc        | 6–3, 7–6, 6–4           |
| 1977                                                        | Jeff Borowiak        | Jean-François Caujolle | 2–6, 6–1, 6–3           |
| 1976                                                        | Raúl Ramírez         | Adriano Panatta        | 7–5, 6–7, 6–1, 6–3      |
| 1975                                                        | Ken Rosewall         | Karl Meiler            | 6–4, 6–4, 6–3           |
| 1974                                                        | Guillermo Vilas      | Manuel Orantes         | 6–1, 6–2                |
| 1973                                                        | Ilie Năstase         | Roy Emerson            | 6–4, 6–3, 6–3           |
| 1972                                                        | Andrés Gimeno        | Adriano Panatta        | 7–5, 9–8, 6–4           |
| 1971                                                        | John Newcombe        | Tom Okker              | 6–2, 5–7, 1–6, 7–5, 6–3 |
| 1970                                                        | Tony Roche           | Tom Okker              | 7–5, 7–5, 6–3           |
| 1969                                                        | Roy Emerson          | Tom Okker              | 6–1, 12–14, 6–4, 6–4    |
| 1968                                                        | Cliff Drysdale       | Tom Okker              | 6–3, 6–3, 6–0           |

### Duplas
| Ano                                                         | Campeões                              | Vice-campeões                          | Resultado                    |
| ----------------------------------------------------------- | ------------------------------------- | -------------------------------------- | ---------------------------- |
| 2024                                                        | Yuki Bhambri Albano Olivetti          | Ugo Humbert Fabrice Martin             | 3–6, 6–3, [10–6]             |
| 2023                                                        | Dominic Stricker Stan Wawrinka        | Marcelo Demoliner Matwé Middelkoop     | 7–68, 6–2                    |
| 2022                                                        | Tomislav Brkić Francisco Cabral       | Robin Haase Philipp Oswald             | 6–4, 6–4                     |
| 2021                                                        | Marc-Andrea Hüsler Dominic Stricker   | Szymon Walków Jan Zieliński            | 6–1, 7–67                    |
| Torneio não realizado em 2020 devido à pandemia de COVID-19 |                                       |                                        |                              |
| 2019                                                        | Sander Gillé Joran Vliegen            | Philipp Oswald Filip Polášek           | 6–4, 6–3                     |
| 2018                                                        | Matteo Berrettini Daniele Bracciali   | Denys Molchanov Igor Zelenay           | 7–62, 7–65                   |
| 2017                                                        | Oliver Marach Philipp Oswald          | Jonathan Eysseric Franko Škugor        | 6–3, 4–6, [10–8]             |
| 2016                                                        | Julio Peralta Horacio Zeballos        | Mate Pavić Michael Venus               | 7–62, 6–2                    |
| 2015                                                        | Aliaksandr Bury Denis Istomin         | Oliver Marach Aisam-ul-Haq Qureshi     | 3–6, 6–2, [10–5]             |
| 2014                                                        | Andre Begemann Robin Haase            | Rameez Junaid Michal Mertiňák          | 6–3, 6–4                     |
| 2013                                                        | Jamie Murray John Peers               | Pablo Andújar Guillermo García-López   | 6–3, 6–4                     |
| 2012                                                        | Marcel Granollers Marc López          | Robert Farah Santiago Giraldo          | 6–4, 7–69                    |
| 2011                                                        | František Čermák Filip Polášek        | Christopher Kas Alexander Peya         | 6–3, 7–67                    |
| 2010                                                        | Johan Brunström Jarkko Nieminen       | Marcelo Melo Bruno Soares              | 6–3, 46–7, [11–9]            |
| 2009                                                        | Marco Chiudinelli Michael Lammer      | Jaroslav Levinský Filip Polášek        | 7–5, 6–3                     |
| 2008                                                        | Jaroslav Levinský Filip Polášek       | Stéphane Bohli Stanislas Wawrinka      | 3–6, 6–2, [11–9]             |
| 2007                                                        | František Čermák Pavel Vízner         | Marc Gicquel Florent Serra             | 7–5, 5–7, [10–7]             |
| 2006                                                        | Jiří Novák Andrei Pavel               | Marco Chiudinelli Jean-Claude Scherrer | 6–3, 6–1                     |
| 2005                                                        | František Čermák Leoš Friedl          | Michael Kohlmann Rainer Schüttler      | 7–6, 7–6                     |
| 2004                                                        | Leander Paes David Rikl               | Marc Rosset Stanislas Wawrinka         | 6–4, 6–2                     |
| 2003                                                        | Leander Paes David Rikl               | František Čermák Leoš Friedl           | 6–3, 6–3                     |
| 2002                                                        | Joshua Eagle David Rikl               | Massimo Bertolini Cristian Brandi      | 7–6, 6–4                     |
| 2001                                                        | Roger Federer Marat Safin             | Michael Hill Jeff Tarango              | 0–1, ab.                     |
| 2000                                                        | Jiří Novák David Rikl                 | Jérôme Golmard Michael Kohlmann        | 3–6, 6–3, 6–4                |
| 1999                                                        | Donald Johnson Cyril Suk              | Aleksandar Kitinov Eric Taino          | 7–5, 7–6                     |
| 1998                                                        | Gustavo Kuerten Fernando Meligeni     | Daniel Orsanic Cyril Suk               | 6–4, 7–5                     |
| 1997                                                        | Yevgeny Kafelnikov Daniel Vacek       | Trevor Kronemann David Macpherson      | 4–6, 7–6, 6–3                |
| 1996                                                        | Jiří Novák Pavel Vízner               | Trevor Kronemann David Macpherson      | 4–6, 7–6, 7–6                |
| 1995                                                        | Luis Lobo Javier Sánchez              | Arnaud Boetsch Marc Rosset             | 6–7, 7–6, 7–6                |
| 1994                                                        | Sergio Casal Emilio Sánchez           | Menno Oosting Daniel Vacek             | 7–6, 6–4                     |
| 1993                                                        | Cedric Pioline Marc Rosset            | Hendrik Jan Davids Piet Norval         | 6–3, 3–6, 7–6                |
| 1992                                                        | Hendrik Jan Davids Libor Pimek        | Petr Korda Cyril Suk                   | w.o.                         |
| 1991                                                        | Gary Muller Danie Visser              | Guy Forget Jakob Hlasek                | 7–6, 6–4                     |
| 1990                                                        | Sergio Casal Emilio Sánchez           | Omar Camporese Javier Sánchez          | 6–3, 3–6, 7–5                |
| 1989                                                        | Cassio Motta Todd Witsken             | Petr Korda Milan Šrejber               | 6–4, 6–4                     |
| 1988                                                        | Petr Korda Milan Šrejber              | Andrés Gómez Emilio Sánchez            | 7–6, 7–6                     |
| 1987                                                        | Jan Gunnarsson Tomáš Šmíd             | Loïc Courteau Guy Forget               | 7–6, 6–2                     |
| 1986                                                        | Sergio Casal Emilio Sánchez           | Stefan Edberg Joakim Nyström           | 6–3, 3–6, 6–3                |
| 1985                                                        | Wojtek Fibak Tomáš Šmíd               | Brad Drewett Mark Edmondson            | 6–7, 6–4, 6–4                |
| 1984                                                        | Heinz Günthardt Markus Günthardt      | Givaldo Barbosa João Soares            | 6–4, 3–6, 7–6                |
| 1983                                                        | Pavel Složil Tomáš Šmíd               | Colin Dowdeswell Wojtek Fibak          | 6–7, 6–4, 6–2                |
| 1982                                                        | Sandy Mayer Ferdi Taygan              | Heinz Günthardt Markus Günthardt       | 6–2, 6–3                     |
| 1981                                                        | Heinz Günthardt Markus Günthardt      | David Carter Paul Kronk                | 6–4, 6–1                     |
| 1980                                                        | Colin Dowdeswell Ismail El Shafei     | Mark Edmondson Kim Warwick             | 6–4, 6–4                     |
| 1979                                                        | Mark Edmondson John Marks             | Ion Ţiriac Guillermo Vilas             | 2–6, 6–1, 6–4                |
| 1978                                                        | Mark Edmondson Tom Okker              | Bob Hewitt Kim Warwick                 | 6–4, 1–6, 6–1, 6–4           |
| 1977                                                        | Jürgen Fassbender Karl Meiler         | Colin Dowdeswell Bob Hewitt            | 6–4, 7–6                     |
| 1976                                                        | Jürgen Fassbender Hans-Jürgen Pohmann | Paolo Bertolucci Adriano Panatta       | 7–5, 6–3, 6–3                |
| 1975                                                        | Jürgen Fassbender Hans-Jürgen Pohmann | Colin Dowdeswell Ken Rosewall          | 6–4, 9–7, 6–1                |
| 1974                                                        | José Higueras Manuel Orantes          | Roy Emerson Thomaz Koch                | 7–5, 0–6, 6–1, 9–8           |
| Torneio de duplas não realizado entre 1973 e 1972           |                                       |                                        |                              |
| 1971                                                        | John Alexander Phil Dent              | John Newcombe Tom Okker                | 5–7, 6–3, 6–4                |
| 1970                                                        | Cliff Drysdale Roger Taylor           | Tom Okker Marty Riessen                | 6–2, 6–3, 6–2                |
| 1969                                                        | Tom Okker Marty Riessen               | Mal Anderson Roy Emerson               | 6–1, 6–4                     |
| 1968                                                        | John Newcombe Dennis Ralston          | Mal Anderson Tom Okker                 | 8–10, 12–10, 12–14, 6–3, 6–3 |